# Emiliano Sala
Emiliano Sala   (Cululú, 31 d'octubre de 1990 - canal de la Mànega, 21 de gener de 2019) va ser un futbolista argentí que va jugar en diversos clubs de França. Va jugar més d'un centenar de partits amb el FC Nantes i va ser el màxim golejador del club en tres anys consecutius. Arran d'aquests bons resultats, el gener de 2019 va firmar pel Cardiff City Football Club de la Premier League per 17 milions d'euros. Tot i això, no va arribar a debutar mai amb el club gal·lès. Va morir en un accident d'avioneta el 21 de gener de 2019 al Canal de la Mànega, mentre feia el trajecte entre Nantes i Cardiff. El seu cadàver va ser trobat el 3 de febrer després d'extenses busques pel vaixell Geo Ocean III del Regne Unit.

## Primers anys
Va néixer a la localitat de Cululú a Santa Fe, Argentina. Quan tenia tres anys va anar a viure amb la seva família a Progreso, Santa Fe, una localitat molt propera a Cululú. Va jugar des dels quatre anys fins als quinze al Club Atlético y Social San Martín, de Progreso, on encara resideix la seva família. Amb catorze anys jugava a la Tercera Divisió del seu club que participa a la Liga Esperancina de Fútbol, afiliada a l'AFA (Associació de Futbol Argentí), i el 2005 va aconseguir el subcampionat en la categoria. El seu entrenador va ser Carlos "Piojo" Zibecchi, exjugador d'Estudiantes de La Plata, entre altres equips.
Emiliano Sala es va unir després al centre de formació Burdeos Proyecto Crecer del Girondins de Bordeus que està ubicat a San Francisco, una ciutat de la província de Córdoba. A mitjans del 2010 es va unir a l'equip reserva del Girondins per continuar amb la seva formació.

## Trajectòria

### Orléans
Buscant més continuïtat i més minuts, la temporada 2012-2013 va marxat cedit a l'US Orléans, equip que jugava al Championnat National, corresponent a la tercera divisió de França. Va aconseguir ser el màxim golejador de l'equip marcant 19 gols en 37 partits jugats.

### Niort
Després de la bona experiència a l'US Orléans va tornar al Girondins de Burdeus. Tot i això, el jugador va ser cedit de nou en no trobar el seu lloc al club. En aquesta ocasió va anar al Chamois Niortais Football Club, equip de futbol de la ciutat de Niort i que es trobava a la Ligue 2, la segona divisió francesa. El 16 de maig, Emiliano Sala va entrar a la història del Chamois Niortais Football Club en marcar 18 gols i superar el rècord del brasiler Walquir Mota com a màxim golejador de l'equip en una temporada.

### Bordeaux
A partir del 2014, Emiliano Sala va fer-se un lloc al Girondins de Burdeus i va gaudir de la seva primera temporada a l'equip que l'havia vist créixer. En el partit de la Ligue 1 contra l'Mònaco va marcar el seu primer gol amb l'equip.

### Caen
El febrer del 2015 va marxar cedit a l'SM Caen, un equip de la primera divisió francesa. Allí va marcar cinc gols que van ajudar l'equip a quedar-se en la màxima categoria del futbol francès.

### Nantes
El bon semestre que va fer amb el Caen li van servir perquè el Girondins de Bordeus el transferís al FC Nantes per cinc temporades. L'afició d'aquest equip li tenia molta estima i aclamava el seu nom en diverses ocasions durant els partits. En la victòria per 4-0 contra el Toulouse Football Club, Emiliano Sala va marcar el seu primer hat-trick amb el Nantes. El davanter va marcar un total de 12 gols en 19 partits durant la temporada 2018-2019 amb l'equip. En la taula de golejadors, Sala només estava dos gols per sota de Kylian Mbappé abans de ser transferit al Cardiff City per 17 milions d'euros. En els quatre anys que va jugar amb el Nantes va marcar un total de 48 gols en 130 partits.

### Cardiff City
El 19 de gener de 2019, el Cardiff City va fer oficial la incorporació d'Emiliano Sala en la compra més cara de la història d'aquest club que juga a la Premier League anglesa. En total, el club gal·lès va pagar gairebé 17 milions d'euros, segons els seus dirigents. Va firmar un contracte per tres anys i mig amb el nou equip, tot i que no va arribar a debutar-hi mai a causa del seu accident al Canal de la Mànega.

## Estadístiques
| Club                    | Temporada     | Lliga                | Lliga  | Lliga | Copa   | Copa | Internacional | Internacional | Total  | Total |
| Club                    | Temporada     | Divisió              | Jugats | Gols  | Jugats | Gols | Jugats        | Gols          | Jugats | Gols  |
| ----------------------- | ------------- | -------------------- | ------ | ----- | ------ | ---- | ------------- | ------------- | ------ | ----- |
| Crato                   | 2009–10       |                      | 1      | 2     | 0      | 0    | 0             | 0             | 1      | 2     |
| Orléans (cessió)        | 2012–13       | Championnat National | 37     | 19    | 0      | 0    | 0             | 0             | 37     | 19    |
| Niort (cessió)          | 2013–14       | Ligue 2              | 37     | 18    | 3      | 2    | 0             | 0             | 40     | 20    |
| FC Girondins de Bordeus | 2014–15       | Ligue 1              | 11     | 1     | 1      | 0    | 0             | 0             | 12     | 1     |
| Caen (cedit)            | 2014–15       | Ligue 1              | 13     | 5     | 0      | 0    | 0             | 0             | 13     | 5     |
| FC Nantes               | 2015–16       | Ligue 1              | 31     | 6     | 4      | 0    | 0             | 0             | 35     | 6     |
| FC Nantes               | 2016–17       | Ligue 1              | 34     | 12    | 5      | 3    | 0             | 0             | 39     | 15    |
| FC Nantes               | 2017–18       | Ligue 1              | 36     | 12    | 2      | 2    | 0             | 0             | 38     | 14    |
| FC Nantes               | 2018–19       | Ligue 1              | 19     | 12    | 2      | 1    | 0             | 0             | 21     | 13    |
| FC Nantes               | Total         | Total                | 120    | 42    | 13     | 6    | 0             | 0             | 133    | 48    |
| Cardiff City FC         | 2018–19       | Premier League       | 0      | 0     | 0      | 0    | 0             | 0             | 0      | 0     |
| Total carrera           | Total carrera | Total carrera        | 219    | 87    | 17     | 8    | 0             | 0             | 236    | 95    |

## Desaparició i mort
Després d'haver firmat el contracte amb el Cardiff City, el davanter argentí va tornar a Nantes el dilluns 21 de gener de 2019 per anar a La Jonelière i acomiadar-se dels seus antics companys. L'avió privat en el qual viatjava Sala per tornar a Cardiff (un Piper PA-46 Malibu) va enlairar-se de l'Aeroport de Nantes Atlantique a les 19:15 hora local, amb destinació a l'Aeroport Internacional de Cardiff, però va desaparèixer dels radars a les 20:30 hores quan va sol·licitar baixar a 5.000 peus d'altitud (1.500 metres) mentre volava pel Canal de la Mànega. En el moment de la desaparició l'avió es trobava a 2.300 peus d'altitud (700 metres), prop de Guernsey.
El diari Olé va publicar un missatge d'àudio enviat per Sala als seus amics a través de WhatsApp des de l'avió on deia:
| «                                                                   | Hola hermanitos, ¿cómo andan loquitos locos? Hermano, estoy muerto. Estuve acá en Nantes, eeehhh... haciendo cosas y cosas y cosas y cosas y cosas y cosas y no termina más no termina más no termina más no termina más... Así que nada, muchachos. Estoy acá arriba del avión, que, parece que se está por caer a pedazos. Y me estoy yendo para Cardiff loco que, mañana sí, ya arrancamos. A la tarde arrancamos a entrenar muchachos, en el nuevo equipo, a ver qué pasa... Así que ¿cómo andan ustedes hermanitos todo bien? Si en una hora y media no tienen novedades mías... no sé si van a mandar a alguien a buscarme porque no me van a encontrar pero, ya lo saben. Papá, qué miedo que tengo. | » |
| — Emiliano Sala, just després de pujar a l'avioneta rumb a Cardiff. | |   |

L'avió estava a unes 15 milles nàutiques (27 km) al nort de Guernsey en el moment de la seva desaparició, pel que des d'un primer moment es va estimar que havia caigut a l'aigua. Tot i això, les recerces immediates fetes per la guàrdia costera de Guernsey, assistida per les de Solent i Newquay, no van donar resultat. Les forces encarregades de la investigació van decidir posar punt final a la cerca després de quatre dies sense pistes de l'avió que traslladava a Emiliano Sala. "Les possibilitats de supervivència són extremadament remotes, els familiars ja han estat informats", van assegurar.
Un cop cancel·lada la recerca per part de la policia anglesa, el món del futbol va decidir no baixar els braços i va començar una iniciativa privada que va fer reprendre les accions, però aquesta vegada a càrrec d'un equip contractat per familiars, amics i futbolistes. L'aportació va arribar mitjançant la plataforma gofundmes.com i va recaptar centenars de milers de lliures, just el mateix dia en què es va conèixer que el Cardiff City havia decidit cancel·lar el pagament de la transferència i estudiava iniciar accions legals, segons informació de The Telegraph. Qui més va aportar van ser Kylian Mbappé, Adrien Rabiot, l'agència Sport Cover, Dimitri Payet i un usuari desconegut. A més, el Sindicat de Futbolistes Professionals de França (UNFP) va donar 5.000 euros més i la FIFPro (Federació Internacional de Futbolistes Professionals) la mateixa qualitat. Lucas Ocampos, amb una aportació de 5.000 lliures, va ser l'argentí que més va donar a la recerca privada.

### Aparició de les restes de l'avió
Les autoritats britàniques van informar el 3 de febrer que havien trobat, al fons del Canal de la Mànega, restes de l'avió en el qual viatjava el futbolista argentí Emiliano Sala. El vaixell Morven va trobar restes de l'aeronau, enfonsades a 63 metres de profunditat i a 40 quilòmetres de l'illa de Guernsey, a prop del far de Casquets, el lloc on va tenir contacte per última vegada amb el radar abans de desaparèixer. Mitjançant un robot submergible es va identificar el número de registre. L'agència Air Accidents Investigation Branch (AAIB) va confirmar que havien pogut treure un cos trobat a l'interior de l'avió, però que les condicions meteorològiques impedien qualsevol intent per teure el Piper PA-46 Malibu complet.
205 dies després d'iniciar l'expedient per l'accident, es va conèixer un informe amb detalls reveladors sobre l'exhaustiva investigació que va dur a terme l'organisme britànic: l'ingrés de monòxid de carboni a la cabina podria haver afectat la salut de l'esportista i el pilot en ple vol."Les proves de toxicologia van trobar que el passatger tenia un alt nivell de saturació de COHb (el producte combinat de monòxid de carboni i hemoglobina). Es considera probable que el pilot també hauria estat exposat al monòxid de carboni", van afegir sobre el tema que va acaparar la totalitat de la informació publicada.

### Mort
El 7 de febrer, l'equip forense que va treballar sobre el cos que s'havia trobat a l'aeronau en la qual viatjava el jugador va confirmar que corresponia al del futbolista argentí. L'11 de febrer es va revelar que havia mort per traumatismes al cap i al tronc, producte de l'accident aeri.

### Litigi pel seu traspàs
El 30 de setembre, la FIFA va decidir que el Cardiff City havia de pagar 6 milions d'euros al Nantes pel traspàs de Sala. Després de la desaparició del jugador, el club gal·lès havia decidit no pagar els primers 6 milions d'euros del total del fitxatge, que havia estat validat per les autoritats del futbol abans de l'accident. El Nantes va denunciar el cas davant la FIFA al febrer, amb l'objectiu de cobrar la xifra total que s'havia acordat. A finals d'agost del 2019, la FIFA va enviar un correu als dos clubs en el qual instava a una conciliació per al pagament del traspàs del futbolista argentí. Com que els dos clubs no van arribar a cap acord, el cas va passar a la Comissió de l'Estatut del Jugador, que finalment va decidir ordenar al Cardiff City el pagament al Nantes de 6 dels 17 milions d'euros acordats pel traspàs del jugador. En les deliberacions es va tenir en compte "les circumstàncies tràgiques i singulars que envolten el litigi (...)", segons va precisar la FIFA en el seu comunicat. La Comissió no va reclamar a les parts les despeses pel procés.

### Homenatge
Nantes va retre un emotiu homenatge a Emiliano Sala a l'Stade de la Beaujoire el dimecres 30 de gener de 2019, durant el partit aplaçat de la Ligue 1 contra el Saint Étienne, el primer partit que l'equip va jugar després de la desaparició del futbolista argentí. L'estadi va presentar un enorme mosaic amb cartolines en el qual es podia llegir Sala en color verd sobre un fons groc, els colors del Nantes. En un dels gols, les cartolines blaves i blanques representaven la bandera de l'Argentina. Es va aturar el partit al minut 9 (pel número que portava Sala a la samarreta) i hi va haver una ovació per part del públic assistent. Vahid Halilhodžić, entrenador del Nantes i una persona molt important en la carrera de Sala ja que li va donar suport quan no obtenia bons resultats, no va poder contenir l'emoció i es va posar a plorar.
El mateix dia que es va confirmar que el cos trobat corresponia al jugar argentí, el Nantes va decidir retirar la samarreta amb el número 9 que portava Sala en el seu honor.
San Martín de Progreso, el club on va jugar en categories inferiors a Argentina, va nombrar el seu estadi "Emiliano Raúl Sala" en homenatge al jugador. La Liga Esperancina de Fútbol va nombrar la temporada 2019 de totes les divisions Campionat Emiliano Sala. El club Recreativo Las Petacas, on Emiliano Sala va debutar a primera divisió, també va adjudicar el nom del jugador al seu estadi. A la inauguració hi van assistir familiars, excompanys i amics de Sala.